# Батат
Батат или слатки кромпир (лат. Ipomoea batatas) је брашнасти гомољ налик репи, вишегодишња тропска биљка из породице Convolvulaceae. Проналази се и под називом индијски кромпир. По изгледу подсећа на обичан кромпир, по издуженом и помало неправилном облику као спој кромпира и шаргарепе. Слаткастог је укуса (сличног бундеви), а по хемијском саставу је врло сличан обичном црвеном или белом кромпиру, с тим што садржи више протеина. Посебно га карактерише висок проценат бетакаротена који је познат антиоксидант.
Иако се у топлијим крајевима гаји као вишегодишња, у крајевима са 5-6 месеци без мраза се гаји као једногодишња биљка. У прехрани се користе његова секундарна задебљања корена, као и младо зелено лишће. Постоје више врста батата. Најраширенији су батати белог, наранџастог и љубичастог корена, а проналази се и у жутој и црвеној боји.

## Порекло
Порекло биљке је из Средње и Јужне Америке. Данас се масовно гаји у Азији, Америци и Африци где представља водећу кртоласту биљку. У последње време постаје све популарнији и у Европи. Данас добро успева у Шпанији и Француској.
Батат у Андалузији потпуно замењује кромпир. Због несташице кромпира у Немачкој око 1850. године, батат се почео сладити по Немачкој све до Париза.

## Хранљива својства
Батат је високоенергетска култура. Садржи пуно скроба, мало шећера и нимало масти. Богат је витаминима (А, Б6, Ц, Е), минералима (K, Ca, Mg, Fe) и угљеним хидратима. Каротеноиди из батата делују на одржавање доброг вида, јачају имунитет и имају антиоксидантне карактеристике које штите од канцерогених обољења.
Батат је посебно погодна намирница за људе који болују од дијабетеса, због ниског гликемијског индекса који осигурава спорију апсорпцију глукозе.

## Биолошке особине и производња
Батат је топлољубива врста и најбоље успева на дубоким, плодним, влажним и осунчаним земљиштима, па га је у условима у нашим крајевима потребно наводњавати. Поред тога, земљиште задржава температуру и потребну количину влаге и када се земља пре садње добро исфрезује, дигне на гредице и преко развуче црна фолија. Батат најбоље приносе даје на оцедитом и растреситом земљишту. Најбоље предкултуре за садњу батата су било које житарице, а не препоручује се кукуруз.
Садња се одвија искључиво из расада у месецима кад прође опасност од мразева, а вађење се обавља крајем септембра и у октобру, пре мразева и обилних киша. Батат се вади ручно када је у питању мањи број биљака, а на већој површини са модификованим плугом. На истој површини може да се гаји након 4 године.
Батат је потребно чувати у мрачним, топлим просторијама у којима је температура не силази испод 10 степени, а никако не у фрижидерима и хладњачама, јер тада трули.

## Припрема у исхрани
Пошто је батат скробна намирница, у кулинарству се користи као замена за кромпир. Због мноштва минерала, слаткастог је укуса и нема потребе да се соли. Батат се може припремати на разне начине, користи се печен у рерни и на роштиљу, пржен, куван на пари, у супама, чорбама, пиреима и шејковима. Користи се и у припреми разних посластица, попут пудинга, штрудли и пита. Зарад чувања ароме и укуса, најбоље га је кувати између 30 и 40 минута, што зависи и од величине корена.
Од њега се прави брашно тако што се његово гомољасто корење може кувати, пржити или млети. Млади листови се приправљају и једу као спанаћ или салата.